# Mitología asiria

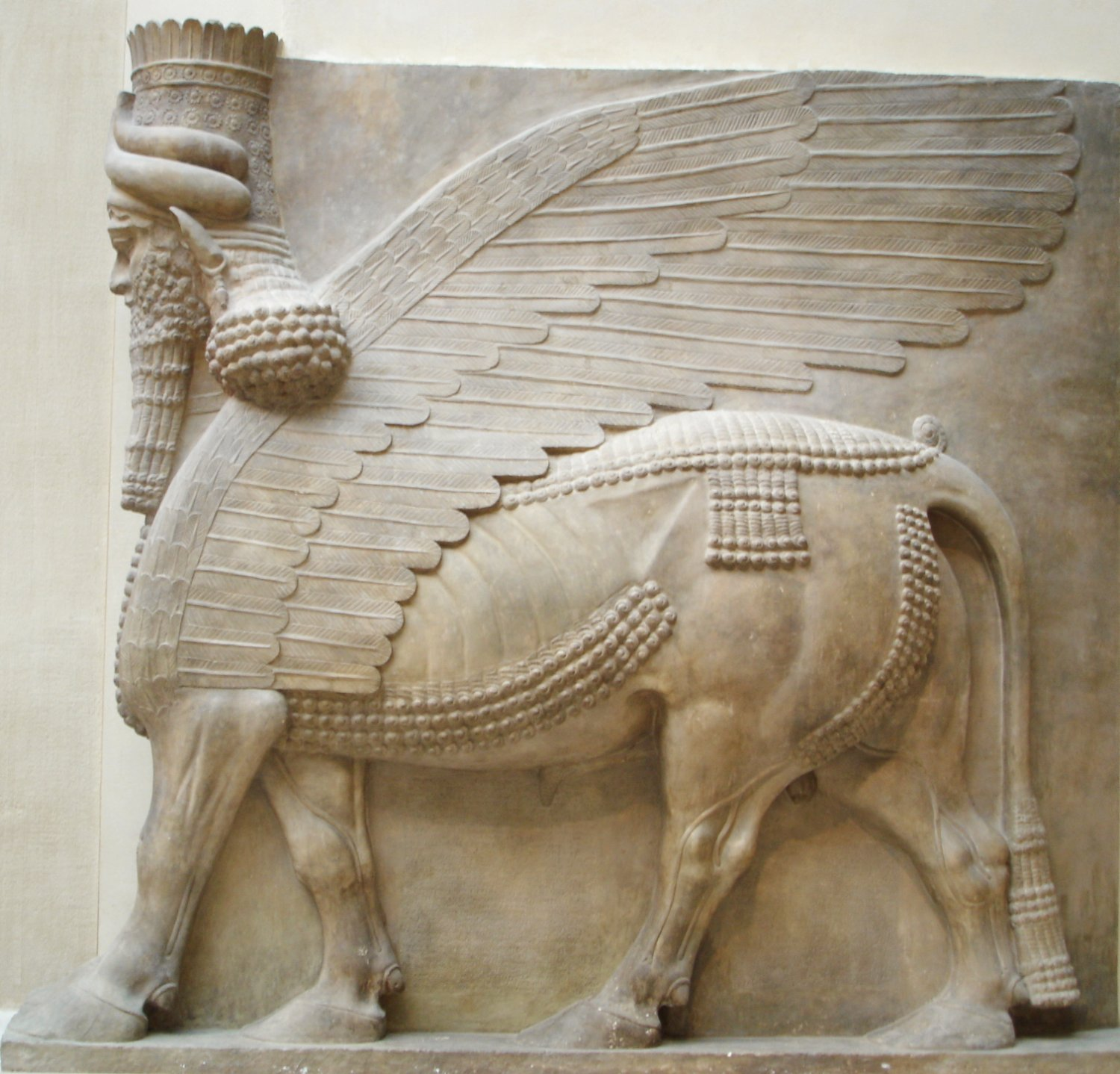
Toro alado androcéfalo del palacio de Dur Sharrukin en Asiria.

La mitología asiria estuvo muy conectada con la mitología babilónica, también perteneciente a un pueblo semítico, al estar influida grandemente por su contacto con la cultura y literatura de Babilonia. Su panteón también asimiló muchas de las creencias y divinidades anteriores de otras zonas de Mesopotamia como las acadias y sumerias. 
Con pocas excepciones, los dioses asirios fueron comunes a los babilónicos, siendo la diferencia más relevante en su dios supremo, puesto que mientras en Babilonia era Marduk, dios patrono de la ciudad, los asirios lo sustituyeron por Assur, dios patrono de Nínive y estrechamente asociado con el rey de Asiria, para así demostrar un mayor poder sobre cualquier otra divinidad mesopotámica. En principio, dios creador, Assur se convierte en dios de la guerra y es identificado con el Sol. Su símbolo fue entonces un disco con alas y también cabalgando sobre un toro, representación con un sentido guerrero.
Su compañera era Ishtar, ya venerada por los babilonios, diosa de la guerra, que le acompañaba en las batallas montada en un carro y portando un arco, del amor y la fecundidad. Sus santuarios estaban situados en Nínive, Atbelas y Uruk.  
Otras divinidades importantes eran Ea, dios de la magia, Hadad, dios del tiempo atmosférico, Shamash, dios de la justicia, representado sentado en un trono con un cetro, su esposa y diosa madre Aya y Nabu, dios de la sabiduría, hijo de Marduk y patrono de los escribas.

## Espíritus
Para Elizabeth A. Reed, los asirios, que creían en la existencia de espíritus, tenían no menos de trescientos espíritus del cielo y seiscientos de la tierra. Unos espíritus benefactores eran los Lamassu, esculturas colosales en forma de toro alado con cabeza humana y otras figuras en relieve también en los muros, que por su función apotropaica, debían proteger a los asirios, por lo que se les colocaba principalmente a las puertas de sus palacios y templos. 
Luego existían los malos espíritus, que podían perjudicar de muchas formas a los vivos, como haciéndolos caer en enfermedades o cometer actos criminales. Para evitarlos, el rey asirio, en su función también de sumo sacerdote del dios Assur, debía cuidarse, no solo con representaciones sino ceremoniando una serie de conjuros. En el templo de Borsippa se encontraron todo tipo de textos mágicos y de adivinación. En muchos casos, se trataba de auténticos exorcismos, ejecutados por verdaderos especialistas, que permitían expulsar a los malos espíritus, mediante su traslado al cuerpo de otro ser.